# Gentiana radicans
Gentiana radicans är en gentianaväxtart som beskrevs av H. Smith. Gentiana radicans ingår i släktet gentianor, och familjen gentianaväxter. Inga underarter finns listade i Catalogue of Life.